# Алтинсаріно (Камистинський район)
Алтинса́ріно (каз. Алтынсарин) — село у складі Камистинського району Костанайської області Казахстану. Адміністративний центр та єдиний населений пункт Алтинсарінської сільської адміністрації.
Населення — 1397 осіб (2021; 1537 у 2009, 1265 у 1999, 1352 у 1989).